# Joo Se-Hyuk
Joo Se-Hyuk (Seúl, 20 de enero de 1980) es exjugador de tenis de mesa de Corea del Sur que ha revolucionado la forma en que los jugadores piensan en el estilo defensivo. Fue finalista en el Campeonato de Tenis de Mesa del Mundo de 2003 y es miembro de la Selección Nacional de Corea del Sur.

## Estilo y juego
Joo Se Hyuk es uno de los revolucionarios jugadores defensivos de tenis de mesa de los últimos años, que ha utilizado el equipo moderno para ayudar a mantener vivo y compitiendo a nivel profesional el estilo defensivo en declive.

## Filmografía

### Series de televisión
| Año  | Título              | Papel                       | Cadena | Notas                         |
| ---- | ------------------- | --------------------------- | ------ | ----------------------------- |
| 2021 | Hospital Playlist 2 | Becario de Medicina Nuclear | tvN    | (ep. #9) - aparición especial |